# Dirty paper coding
Nel campo delle telecomunicazioni, il dirty paper coding (DPC) è una tecnica per la trasmissioni efficiente di dati digitali attraverso un canale di comunicazione che è soggetto a qualche interferenza nota al trasmittente. La tecnica consiste nell'operare una pre-codifica dei dati in modo da cancellare gli effetti dell'interferenza.
Il Dirty-paper coding raggiunge la capacità di canale, senza penalizzare la potenza e senza la necessità che il ricevente sia a conoscenza dello stato dell'interferenza.
Il DPC all'encoder è un duale, in termini di teoria dell'informazione, della codifica di Wyner-Ziv al decoder.

## Storia
Esempi di dirty paper coding includono la "Costa precoding" (1983), la "Tomlinson-Harashima precoding" (1971) e la tecnica di perturbazione del vettore di Hochwald e altri (2005).

## Applicazioni
Recentemente, il DPC è stato applicato per l'ottimizzazione dell'efficienza delle reti wireless, in particolare per le reti MIMO multi-utente e in una tecnica di codifica interference aware per reti wireless dinamiche.
Il DPC è stato utilizzato per realizzare "digital watermarking".